# Agoraphobic Nosebleed
Agoraphobic Nosebleed (abreviado como ANb) es un cuarteto estadounidense de metal extremo y música experimental fundado por el guitarrista de Pig Destroyer, Scott Hull, en la ciudad de Springfield en el estado de Massachusetts. Su estilo se basaba en una combinación de cybergrind con énfasis en la música industrial y otros géneros avant-garde que a veces son derivados o adyacentes, aunque han hecho trabajos totalmente alejados del grindcore, como su disco de sludge metal Arc, o The Minutes Felt like Hours, una incursión en el dark ambient.
Inicialmente, el resto de miembros de la banda eran anónimos. Actualmente, la alineación consiste en Hull como guitarrista, Jay Randall como vocalista y encargado de la electrónica, Katherine Katz como segunda vocalista, Richard Johnson como tercer vocalista y John Jarvis como bajista. Hull también se ocupa de la programación de la batería, pues el objetivo principal de la banda es la creación de música lo más brutal, experimental y rápida posible.

## Historia
Agoraphobic Nosebleed se forma en 1994 en Massachusetts (Estados Unidos), por Scott Hull y otros individuos anónimos. Después del fin de Anal Cunt, Hull quería llevar el Powerviolencemuy lejos en la depravación y la violencia con su nuevo proyecto. Debido a la ausencia de baterías en Massachusetts, decidieron integrar una caja de ritmos (lo que les vino de maravilla cuando se enteraron de lo rápido que podían ir) y otros sonidos digitales en su música.
El sonido de Agoraphobic Nosebleed suele estar descrito como Cyber-Violence, por el uso de la caja de ritmos que da un lado extreme-techno a su música. Con el uso de la caja de ritmos, el dúo ha llegado a velocidades incalculables que superan los 1000 BPM. Esta formación también es conocida por la corta duración de sus canciones, pues en su tercer trabajo de larga duración Altered States of America contiene 100 temas en una duración de 25 minutos, y muchos cortes no alcanzan los cinco segundos.
Las letras, por su parte, hablan de violencia y sobre todo de drogas, la mayoría del tiempo se resumen a una corta frase por tema (de todas formas no tienen tiempo de hacer más). El único concierto del dúo se realizó en 2003, en el festival de hardcore, New England Metal and Hardcore Festival, y se resumió a una intro de un minuto y dos temas de diez segundos cada uno: seguramente el concierto más corto de la historia.
Actualmente siguen en Relapse Records (todos los discos del dúo han salido en el sello de Nueva York menos los dos primeros) y están trabajando en su nueva placa después de haber editado un imprescindible doble recopilatorio a principios de 2006. El 24 de mayo de 2015, hicieron otro concierto en el Maryland DeathFest de 2015.

## Discografía
Álbumes de estudio
- Honky Reduction (1998, Relapse)
- Frozen Corpse Stuffed with Dope (2002, Relapse)
- Altered States of America (2003, Relapse)
- Agorapocalypse (2009, Relapse)

Otros lanzamientos
- The Poacher Diaries (split con Converge) (1999, Relapse)
- Arc (2016, Relapse)

## Integrantes
Actuales Miembros
- Scott Hull (Pig Destroyer, ex-Anal Cunt, ex-Japanese Torture Comedy Hour) – guitarra eléctrica, caja de ritmos (1994 - presente)
- Jay Randall (ex-Isis, Japanese Torture Comedy Hour) (1998 -presente)– voz, electrónica
- Richard Johnson (Enemy Soil, Drugs of Faith, Jesus of Nazareth) – voz (2002-presente), bajo (2002-2014)
- Katherine Katz (ex-Salome) (2009 -presente)– voz
- John Jarvis – bajo (Pig Destroyer, Fulgora, All Will Fall) (2014 - presente)

Antiguos Miembros
- Carl Schultz – voz
- J. R. Hayes – voz